# Kalanchoe laxiflora
Kalanchoe laxiflora ist eine Pflanzenart der Gattung Kalanchoe in der Familie der Dickblattgewächse (Crassulaceae).

## Beschreibung

### Vegetative Merkmale
Kalanchoe laxiflora ist eine ausdauernde, vollständig kahle Pflanze, die Wuchshöhen von bis zu 50 Zentimeter erreicht. Ihre aufrechten Triebe verzweigen sich von der Basis aus. Blütentragende Triebs sind anfangs an der Basis niederliegend, wurzeln und werden dann aufsteigend. Die grünen bis bläulich grünen, in der Regel rot gerandeten Laubblätter sind gestielt und manchmal braun oder rot gefleckt. Der schlanke Blattstiel ist 1,5 bis 6 Zentimeter lang. Ihre etwas eiförmige Blattspreite ist 2 bis 6 Zentimeter lang und 1,5 bis 3,5 Zentimeter breit. Ihre Spitze ist stumpf, die Basis mehr oder weniger deutlich geöhrt. Der Blattrand ist deutlich gekerbt. Die Einbuchtungen weisen manchmal rote Flecken auf, die Zähne tragen Brutknospen.

### Generative Merkmale
Der Blütenstand besteht aus dichten, ebensträußigen Zymen. Der Blütenstandsstiel erreichte eine Länge von bis zu 50 Zentimeter. Die hängenden Blüten stehen an sehr schlanken, 8 bis 16 Millimeter langen Blütenstielen. Der Kelch ist gelbgrün oder orangerot bis violett. Die Kelchröhre ist 5 bis 12 Millimeter lang. Die etwas dreieckigen, zugespitzten Kelchzipfel weisen eine Länge von 3 bis 7 Millimeter auf. Die Blütenkrone ist rot, rotpurpurn, rosafarben, rosa-orangefarben, orangerot, orangegelb bis blassgelb. Die zylindrische Kronröhre ist 10 bis 20 Millimeter lang. Ihre verkehrt eiförmig, stumpfen Kronzipfel weisen eine Länge von 3 bis 5 Millimeter auf und sind 2,5 bis 3 Millimeter breit. Die Staubblätter sind direkt unterhalb der Mitte der Kronröhre angeheftet. Die oberen Staubblätter ragen nicht oder nur wenig aus der Blüte heraus. Die nierenförmigen Staubbeutel sind etwa 1 Millimeter lang. Die gerundeten Nektarschüppchen weisen eine Länge von etwa 0,4 Millimeter auf und sind 0,6 Millimeter breit. Das Fruchtblatt weist eine Länge von 5,5 bis 10 Millimeter auf. Der Griffel ist 7 bis 11 Millimeter lang.

## Systematik und Verbreitung
Kalanchoe laxiflora ist auf Madagaskar auf Felsen verbreitet.
Die Erstbeschreibung durch John Gilbert Baker wurde 1887 veröffentlicht.

## Nachweise